# Боровське-Міхали
Боровське-Міхали (пол. Borowskie Michały) — село в Польщі, у гміні Туроснь-Косьцельна Білостоцького повіту Підляського воєводства.
Населення — 137 осіб (2011).
У 1975-1998 роках село належало до Білостоцького воєводства.

## Демографія
Демографічна структура станом на 31 березня 2011 року:
|          | Загалом | Допрацездатний вік | Працездатний вік | Постпрацездатний вік |
| -------- | ------- | ------------------ | ---------------- | -------------------- |
| Чоловіки | 77      | 26                 | 37               | 14                   |
| Жінки    | 60      | 11                 | 32               | 17                   |
| Разом    | 137     | 37                 | 69               | 31                   |